# Mikhail Varshavski
Mikhail Varshavski, znany jako Doctor Mike (ros. Михаил Варшавский, ur. 12 listopada 1989 w Sarańsku) – rosyjsko-amerykański lekarz celebryta pracujący w New Jersey. Powszechnie znany jest jako Doctor Mike. Prowadzi kanał na portalu YouTube, który w sierpniu 2024 posiadał około 12,5 mln subskrybentów i ponad 3,6 mld wyświetleń. W tym samym czasie jego profil na Instagramie obserwowało około 4,4 mln osób.

## Wczesne życie i edukacja
Urodził się 12 listopada 1989 w Sarańsku, w rodzinie rosyjskich Żydów. Jego ojciec był lekarzem, a matka profesorem matematyki. Gdy miał sześć lat przeprowadził się razem z rodziną do Nowego Jorku, mieszkając w okręgu Brooklyn. Tam jego matka pracowała jako sprzątaczka za najniższą krajową płacę, a ojciec musiał ponownie udać się do szkoły medycznej.
W szkole średniej zdobył pseudonim Doctor Mike, ponieważ jego koledzy wiedzieli o medycznym wykształceniu ojca Varshavskiego. Ukończył New York Institute of Technology z tytułem licencjata w zakresie nauk przyrodniczych. Zdobył także tytuł Doctor of Osteopathic Medicine poprzez przyśpieszony, siedmioletni tok nauki. Podczas pierwszego roku studiów medycznych Varshavskiego jego matka zmarła na białaczkę.

## Kariera
Na początku 2012 lekarz założył swój profil na Instagramie, aby pokazywać swoje życie jako lekarz. Dwa lata później został rezydentem w firmie Atlantic Health System w szpitalu Overlook Medical Center na stanowisku lekarza rodzinnego.
Varshavski zdobył uwagę mediów w połowie 2015, kiedy BuzzFeed opublikował artykuł o nim chwalący jego dobry wygląd, a w listopadowym wydaniu magazynu „People” nazwano go najseksowniejszym żyjącym lekarzem. W związku z tym jego konto na Instagramie zaczęło się prężnie rozwijać. Mieszkał wtedy na Staten Island.
Po rezydenturze rozpoczął praktykę jako lekarz rodzinny w Atlantic Health System w Chatham Borough w New Jersey.
18 sierpnia 2016 założył swój kanał na portalu YouTube.